# El Diluvio
El Diluvio fou una publicació diària feta en castellà que es va editar a Barcelona. Fundat el 15 de novembre de 1858 com a El Telégrafo, des del 10 de febrer de 1879 i fins a la seva desaparició l'any 1939 el diari adoptà el nom d'El Diluvio. Arribà a assolir un tiratge d'entre 50.000 i 150.000 exemplars segons les fonts.

## Història
Fou fundat per Manuel de Lasarte i Rodríguez-Cardoso i el seu cunyat Ferran Patxot i Ferrer. La seva tendència política inicial fou progressista fins que després de la revolució de 1868 esdevingué republicà i anticlerical i es va fer molt popular per l'ús d'un humor pla i plebeu i per les seves campanyes, que eren polèmiques, contra els abusos de l'administració municipal. Entrà en confrontacions amb altres diaris barcelonins com La Vanguardia, el radical El Progreso o el conservador La Dinastía, com era habitual a l'època. Tot plegat el va fer el gran diari popular de la ciutat durant vuit dècades. Es venia a molts establiments de gran afluència, com tavernes, perruqueries, ateneus, fàbriques i tallers, on sovint es llegia en veu alta.
Fou suspès diverses vegades i aparegué breument amb altres noms com ara El Principado (1866), La Imprenta (1871-1878), La Crónica de Cataluña (1875) i El Teléfono (1878-1879).
Durant més de 20 anys el seu director fou Jaume Claramunt i Mesa i el seu cap de redacció els últims anys va ser Frederic Pujulà i Vallès. Hi col·laboraren escriptors republicans reconeguts com Conrad Roure i Bofill, Robert Robert i Casacuberta, Claudi Ametlla, Màrius Aguilar i Diana, Àngel Samblancat i Salanova, Antoni Feliu i Codina, Valentí Almirall, Ramon Sempau i Barril, Eduardo Sanjuán o Santiago Valentí i Camp.
L'any 1929 s'instal·là a l'Eixample, en el número 345 del carrer del Consell de Cent. La II República va ser el gran moment del diari, que sempre havia defensat el sistema republicà com a fórmula política. Va seguir amb detall la conferència d'esquerres que va donar lloc a ERC i va veure en Francesc Macià un líder polític capaç d'avançar cap a la República Federal. A totes les conteses electorals de l'època va defensar la coalició de les forces republicanes i, en no aconseguir-ho, va criticar els partits amargament. En morir Macià el Nadal de 1933, El Diluvio va proposar que el relleu fos Lluís Companys, que havia estat col·laborador del del diari i company de cel·la a la presó d'algun redactor. Quan Alejandro Lerroux va passar amb el seu partit al bloc de la dreta política i va formar govern en diverses ocasions, El Diluvio va ser un crític ferotge pel que considerava una traïció al moviment republicà. El director del diari, Jaime Claramunt, va escriure una sèrie d'articles que va aplegar en un llibret que es va titular El peor enemigo de la República el setembre de 1934. Amb motiu de la proclamació dels fets d'octubre d'aquell any, el diari va ser suspès de ciculació durant unes setmanes pel govern de dretes del moment i al mateix temps que La Humanitat, L'Opinió i La Publicitat. Quan va reaparèixer va haver de fer front a la censura prèvia, que s'havia instaurat el mes d'octubre i no es tornaria a aixecar fins al 1967. Durant els anys previs a la guerra, les pàgines del diari mostren blancs i textos ratllats en més de tres centes ocasions, de les quals una trentena corresponen a l'article editorial que es publicava en portada.
El Diluvio va entrevistar en dues ocasions Lluís Companys quan es trobava pres al penal de Cadis. Durant la campanya de les eleccions de febrer de 1936 el diari va donar suport al Front d'Esquerres i va celebrar l'alliberament de Companys, que va visitar la Redacció del diari com a mostra d'agraïment. Aquella primavera El Diluvio va organitzar la cerimònia d'inauguració del monument a la República i Pi i Margall a la cruïlla del Passeig de Gràcia i la Diagonal de Barcelona. Un acte que no s'havia pogut celebrar quan el monument es va acabar, el 1935, per la intervenció política de la Generalitat i l'Ajuntament de Barcelona.
Quan va començar la guerra civil el diari es va posicionar a favor de la República i va fer una portada amb un gran titular ¡No pasarán!. Els anys següents el diari va patir l'escasedat de paper i les limitacions de tot tipus que va imposar la situació de guerra. Es va organitzar una col·lecta per les víctimes de la guerra, es recollien fulles d'afaitar, sabó, roba interior i altres béns d'ús diari pels soldats del front, que també rebien exemplars del diari enviats per l'empresa. El Diluvio no va ser confiscat per cap partit o sindicat com va passar a la resta d'empreses periodístiques no lligades a partits polítics. Ningú dubtava de la fe republicana del diari, però el govern de la República va acabar imposant la tutela d'un partit. Es va fer un acord amb la Unión Republicana de Diego Martínez Barrio a començamentes del 1938 i poc després va ser la UGT del País Basc la que va prendre el control del diari fins a la fi de la guerra.
Deixà d'editar-se quan les tropes franquistes entraren a Barcelona el 25 de gener de 1939. El seu propietari, Manuel de Lasarte i Aran, fou empresonat i morí a la presó Model de Barcelona. Jaime Claramunt va tornar a Cuba, on havia nascut, mentre que Frederic Pujulà va ser també empresonat amb una condemna de mort que després es va commutar per 20 anys de presó, dels quals en va complir dos i escaig.

## Directors del diari
- Ferran Patxot i Ferrer (1858-1859)
- Marià Flotats i Comabella (1859-1866)
- Manuel de Lasarte i Rodríguez-Cardoso (1868-1874) (codirector)
- Manuel de Lasarte i Rodríguez-Cardoso (1879-1881)
- Josep Laribal Lastortras (1881-1895)
- Pere Sala i Vilaret (1901-1916)
- Jaume Brossa (1916-1919)
- Jaume Claramunt i Mesa (1919-1938)
- Antonio Huerta (1938-1939)

## Suplement
Entre setembre de 1904 i el 26 d'agost de 1911 va publicar el suplement El Diluvio Ilustrado. El 1901 el diari va acabar en mans de Manuel de Lasarte i Aran, fill del fundador, però especialment a càrrec de la seva esposa Àngels i del seu cunyat Manuel Busquets George. Aquest darrer es va proposar donar un fort impuls al diari i es va fer amb una nova rotativa i va idear l'edició d'un suplement setmanal il·lustrat. Així va néixer El Diluvio Ilustrado, una revista que acompanyava el diari cada dissabte, amb una atractiva composició i fotografies i dibuixos amb els quals els editors pretenien arrabassar lectors als seus competidors Diario de Barcelona i La Vanguardia, però també a les revistes de gran difusió com L'Esquella de la Torratxa i La Campana de Gràcia.
El suplement combinava articles i cròniques d'esperit crític amb caricatures, versos, xarades, epigrames i passatemps. D’entre els caricaturistes d’El Diluvio Ilustrado destaca l'obra immensa de Llorenç Brunet, en la seva millor època. Les seves portades i caricatures anticlericals d'una mordacitat vibrant formen part de les millors pàgines de la sàtira espanyola del segle xx. Al costat de Brunet, molts altres caricaturistes que no van arribar a tenir la seva qualitat omplien les pàgines de la revista. Alguns eren velles glòries de la caricatura vuitcentista com Rojas o Ortiz, d'altres eren joves valors que estaven cridats a despuntar en el futur com Bagaria, Bon, Robert, Junoy, Tur o Jou. A partir de 1910 s'hi va incorporar Apa, amb la seva línia estilitzada i el seu humor punyent. També trobem en les seves pàgines a autors com Victor Serra, Adofont, Mico, Ros, Risques, Tit, Grau Miró, Lago, Falgás, Aguilera, Yo, Estu, Callejo o Q Mel. D’entre els escriptors, van aconseguir-hi una gran popularitat Albinio Juste, que firmava amb el pseudònim Fray Gerundio, i també Robert Robert, Conrad Roure, Echegaray, Carlos Jordana, Miguel Sarmiento, Manuel Soriano o Jeronimo Paturot, a més d’un desconegut i mordaç parodista que s'amagava sota del pseudònim de Triboulet.
El Diluvio Ilustrado, igual que el diari que l'acollia, era una publicació radical, escandalosa, polèmica, de vegades contradictòria, capaç de defensar idees contràries alhora en articles diferents, vehement per la crítica i la denúncia constant, ja fos contra els partits dinàstics que governaven Madrid o contra el règim monàrquic, com contra els lerrouxistes o els catalanistes. Va aconseguir una gran popularitat i difusió, ja que enfonsava les seves arrels en la tradició del “xaronisme” barceloní més autèntic, popularitzat per Pitarra i companyia durant la segona meitat del segle xix.
La personalitat i l'empenta de l'administrador d'aquesta publicació, Manuel Busquets, eclipsava la del propietari, Manuel de Lasarte, fins que l'esposa d'aquest últim i germana del primer va decidir apartar Busquets del diari. Busquets, els anys següents, es va fer amb la Sociedad Editorial de España, propietària de El Liberal i Heraldo de Madrid, escrivint una important pàgina del periodisme espanyol.
Entre 1904 i 1906 segueix la seva numeració de forma correlativa, però a partir de 1907 cada any començava la numeració de nou, per tant trobem els números de l’1 al 119 (que comprenen la col·lecció de 1904 a 1906) i 52 números cada any entre el 1907 i el 1910, i finalment 34 números de 1911. En total sumen 361 números.
El suplement il·lustrat de El Diluvio va sobreviure set anys, i va ser una curiosa mostra de sàtira política radical que va fer una forta competència a les publicacions satíriques catalanes de principis del segle xx. A banda de la magistral obra de Brunet, i de la sempre interessant aportació d'Apa, El Diluvio Ilustrado va ser la primera publicació que va oferir la possibilitat de publicar les seves primeres obres a alguns autors que es convertirien en els principals protagonistes de les pàgines de la premsa humorística del primer terç del segle: caricaturistes com Bon, Jou, Junoy o Robert, i molt especialment Lluís Bagaría, que es va destacar com a humorista i caricaturista d'excepció, renovant l'estètica de la nostra caricatura amb el seu traç estilitzat i sinuós.